# Rhinotyphlops ataeniatus
Rhinotyphlops ataeniatus är en ormart som beskrevs av Boulenger 1912. Rhinotyphlops ataeniatus ingår i släktet Rhinotyphlops och familjen maskormar. Inga underarter finns listade i Catalogue of Life.
Arten förekommer i Somalia, östra Etiopien och nordöstra Kenya. Den lever i låglandet och i bergstrakter upp till 1000 meter över havet. Honor lägger ägg.